# Szkoła Ateńska
Szkoła Ateńska – malowidło ścienne namalowane przez Rafaela w latach 1509–1511, na zlecenie papieża Juliusza II. Znajduje się w Pałacu Apostolskim, w sali Stanza della Segnatura. Obraz ten uchodzi za pieśń ku czci samoświadomości człowieka i bystrości jego myśli, stanowi jeden z najbardziej znanych dzieł malarskich renesansu.

## Okoliczności powstania dzieła
Papież Juliusz II przyczynił się do odbudowy prestiżu Rzymu. Jako mecenas sztuki przekształcił Rzym w ważny ośrodek kultury renesansowej. Sprowadził on do miasta wielu artystów, m.in. Michała Anioła (autora fresków na kaplicy Sykstyńskiej), Donatego Bramantego (projektanta bazyliki św. Piotra) i Rafaela Santiego. Rafael otrzymał zlecenie na namalowanie fresku w Stanza della Segnatura, jednej z czterech sal tworzących komnaty w północnym skrzydle Pałacu Apostolskiego. Już wcześniej Rafael Santi był popularnym malarzem, a jego obrazy miały renomę. Po wyjeździe z Florencji Rafael otrzymał zlecenie namalowania fresków w Pałacu Apostolskim.
Stanza della Segnatura jest niewielką salą, freski w niej są nisko umieszczone. Pomimo tego dzięki odpowiedniej kompozycji bardzo oddziałują na widza. Obok Szkoły Ateńskiej innym ważnym obrazem sali jest Adoracja Eucharystii, gdzie Rafael odmalował sferę nieba chrześcijańskiego i sferę Kościoła katolickiego. Według przekazu po ukończeniu Szkoły Ateńskiej Juliusz II był pod tak dużym wrażeniem talentu Rafaela, że zdecydował się zwolnić pozostałych zatrudnionych malarzy, by resztę prac dokończył sam Rafael. Ponadto po śmierci Bramantego Rafael kontynuował budowę bazyliki św. Piotra. Dzięki Szkole Ateńskiej Rafael stał się sławny w całych Włoszech.

## Opis obrazu
Na fresku znajduje się około czterdzieści postaci, z czego dwadzieścia stanowią filozofowie starożytności. Większość postaci zgromadzona jest w dolnej partii budynku, przypominającej świątynię antyczną z kasetonowo sklepionymi arkadami. Koncepcja tła została opracowana przez Rafaela, dawniej podejrzewano, że autorem owego pomysłu był Bramante. Jeden z filozofów leży na schodach, kilku mężczyzn przebywa w wyższej części budynku. Postacie w centrum dzielą się na osobne grupy.
Filozofowie przebywają we wnętrzu, przypominającym antyczną świątynię, zwieńczoną ogromnym sklepieniem kolebkowym. W gmachu znajdują się rzeźby boga Apolla, patrona sztuki i poezji, oraz bogini Minerwy, patronki mądrości, sztuki i rzemiosła. Według innego źródła Rafael mógł inspirować się również ogólnie architekturą rzymską.
W centrum stoją Platon i Arystoteles, postacie te wyznaczają oś układu wszystkich postaci. Rafael wierząc, że platoński idealizm i materialistyczny arystotelizm wzajemnie się uzupełniają, zdecydował się ukazać te dwie postacie jako równe sobie. Platon, prawdopodobnie z twarzą Leonarda da Vinci, ma na sobie różową lub czerwoną togę. Pokazuje palcem prawej ręki niebo, w lewej dłoni trzyma swój dialog Timajos. Arystoteles ma na sobie niebieską szatę, wskazuje na ziemię, a na lewym udzie przytrzymuje tom Etyki nikomachejskiej. Arystoteles prawdopodobnie ma rysy twarzy Giuliana da Sangallo. Starzec leżący na schodach to Diogenes z Synopy. Opierający się o blok kamienny zamyślony i ponury Heraklit ma podobiznę Michała Anioła.
Na fresku znajdują się również rozmawiający ze sobą Sokrates i Alkibiades. Na pierwszym planie po prawej znajduje się Euklides, dokonujący pomiarów cyrklem. Ma on twarz Bramantego. Za Euklidesem stoją Zaratusztra z globusem nieba oraz Klaudiusz Ptolemeusz, któremu towarzyszy globus Ziemi.  Po lewej stronie fresku, przy cokole stoi Zenon z Kition, mający rysy twarzy Tommasa Inghiramiego. Epikur ma na głowie wieniec winorośli, na prawo od niego stoi Awerroes, zaglądający przez ramię Pitagorasowi. Pitagoras jest otoczony przez swoją żonę Teano, brodatego Empedoklesa i Parmenidesa. Nie wiadomo, jaka jest tożsamość kobiety w białej szacie, znajdującej się po lewej stronie fresku. Prawdopodobnie jest to Hypatia z Aleksandrii lub Francesco Maria della Rovere, krewny papieża Juliusza II. U góry po lewej stronie Sokrates toczy dyskusję z ubranym w zbroję Alkibiadesem. Ich rozmowie przysłuchują się Ksenofont i Ajschines.
Postać przy filarze jest utożsamiana z Protagorasem o rysach Giovanniego Antonio Bazziego zwanym Sodomą lub też z samym Bazzim. Obok niego znajduje się malarz Apelles. Rafael nadał mu swoje rysy twarzy. Przedstawiając samego siebie Rafael nawiązał do tradycji florenckiej, zgodnie z którą malarz jako łącznik pomiędzy wykreowanym przez siebie światem a widzem umieszcza się w obrazie, by zaprezentować swoje dzieło.
Według historyków Szkoła Ateńska przedstawia wszystkich ważniejszych filozofów antycznych. Nie wszystkie postacie zostały zidentyfikowane.
Szkice do kompozycji Szkoły Ateńskiej znajdują się w zbiorach Albertina Museum w Wiedniu, Städel Museum we Frankfurcie, Ashmolean Museum w Oxfordzie oraz Pinacoteca Ambrosiana w Mediolanie.

## Nawiązania w kulturze
- Fragment Szkoły Ateńskiej trafił na okładkę dwupłytowego albumu Guns N’ Roses Use Your Illusion[19].

## Galeria

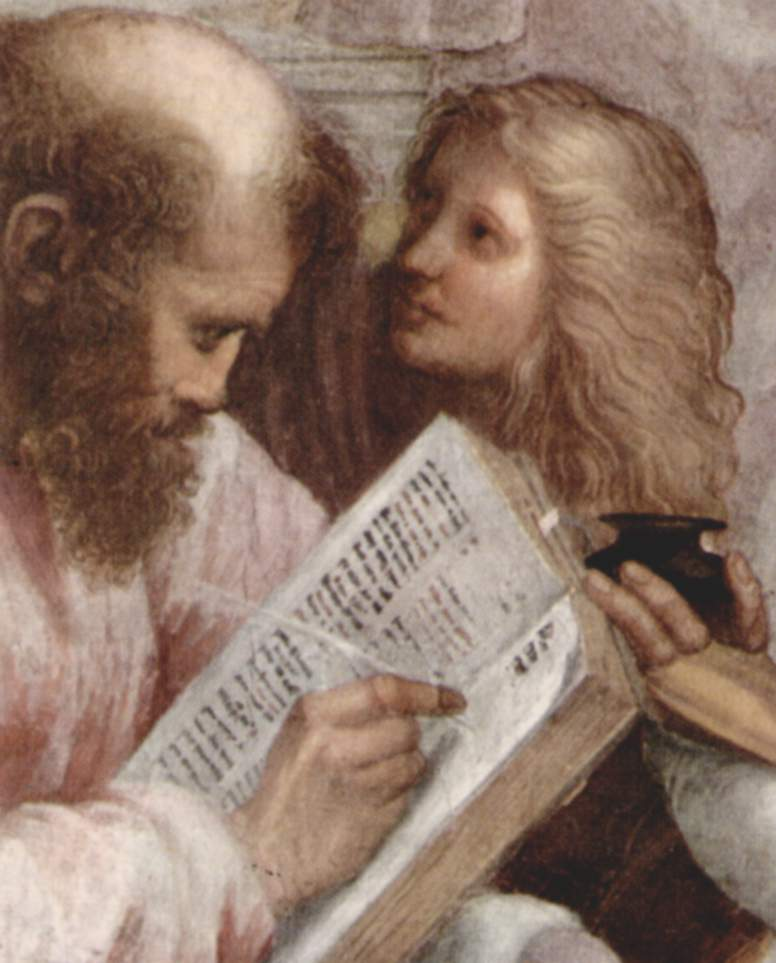
Pitagoras
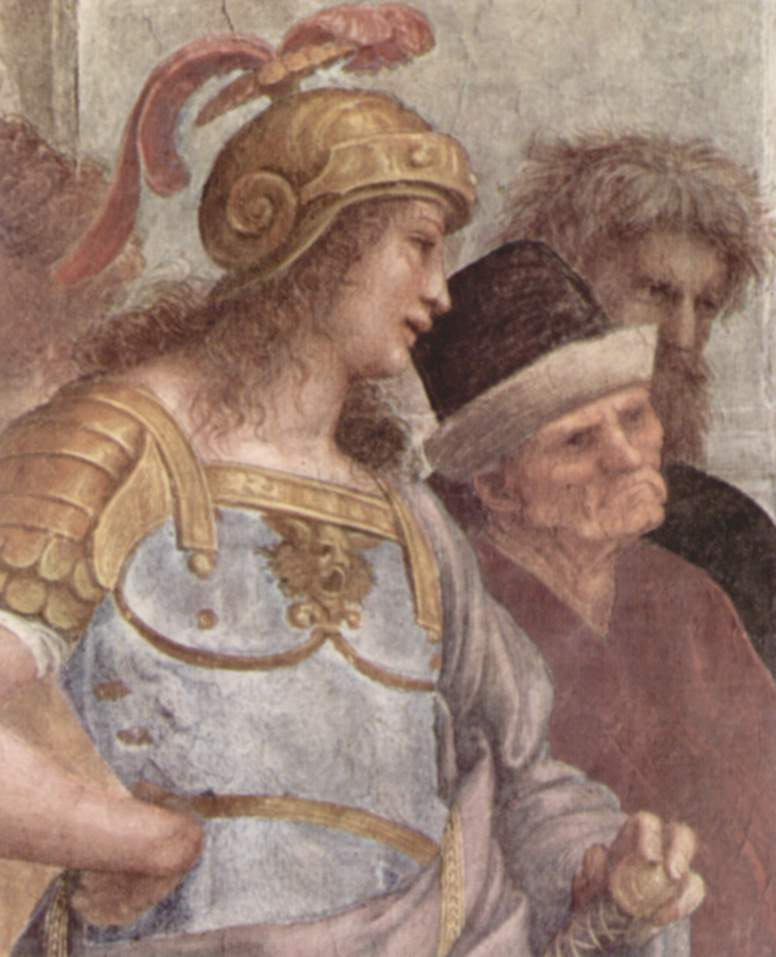
Alkibiades (po lewej)
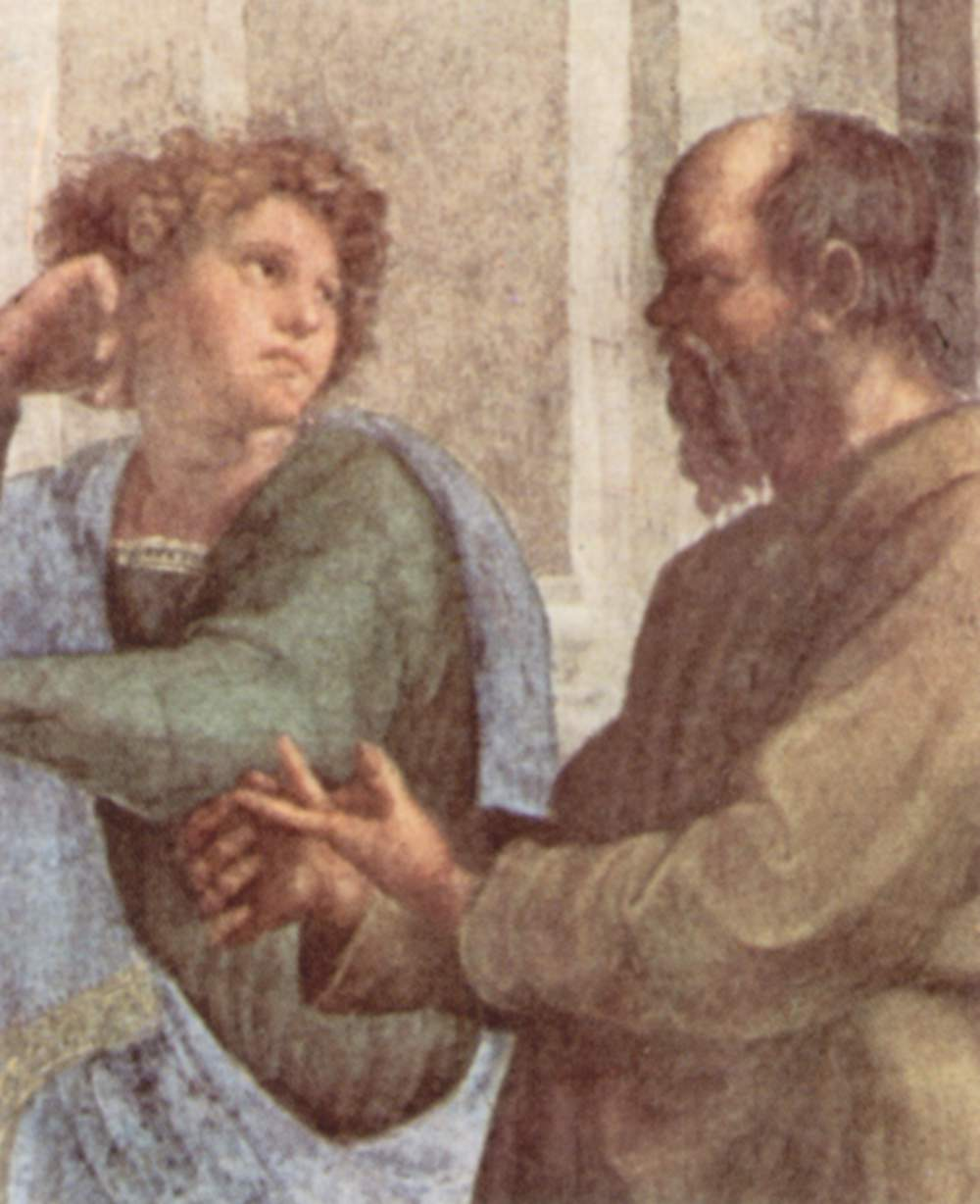
Sokrates (po prawej)
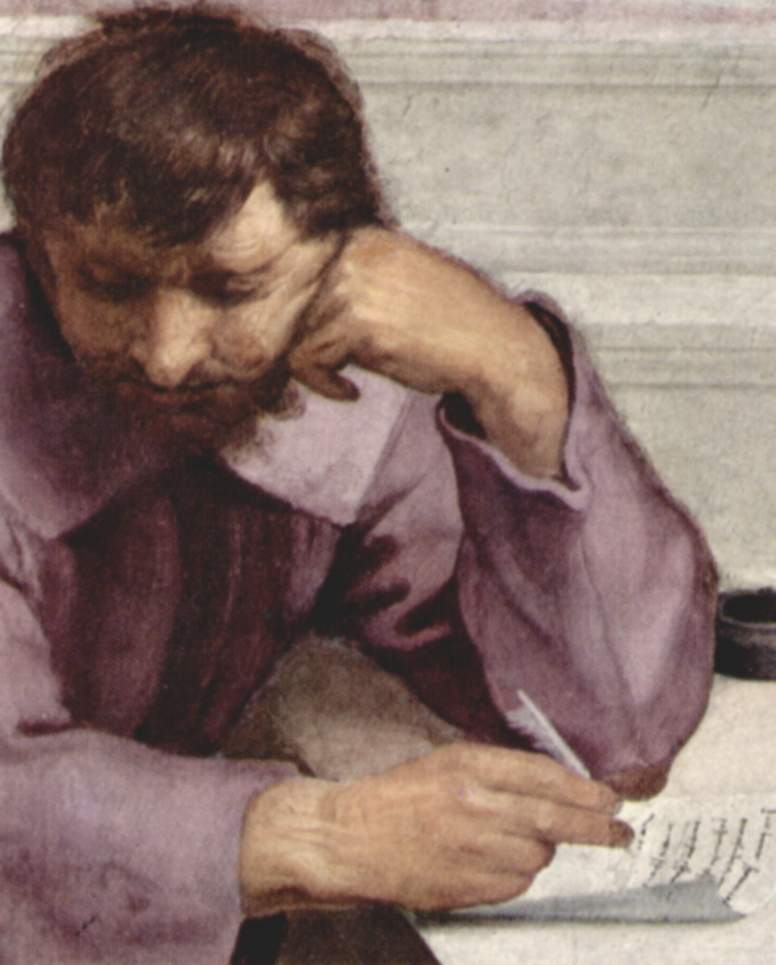
Heraklit
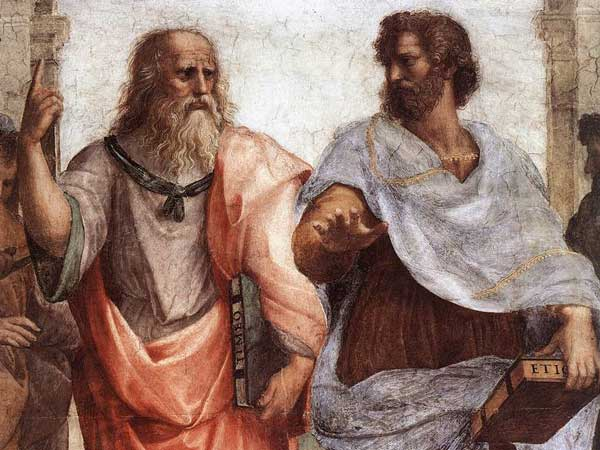
Platon i Arystoteles
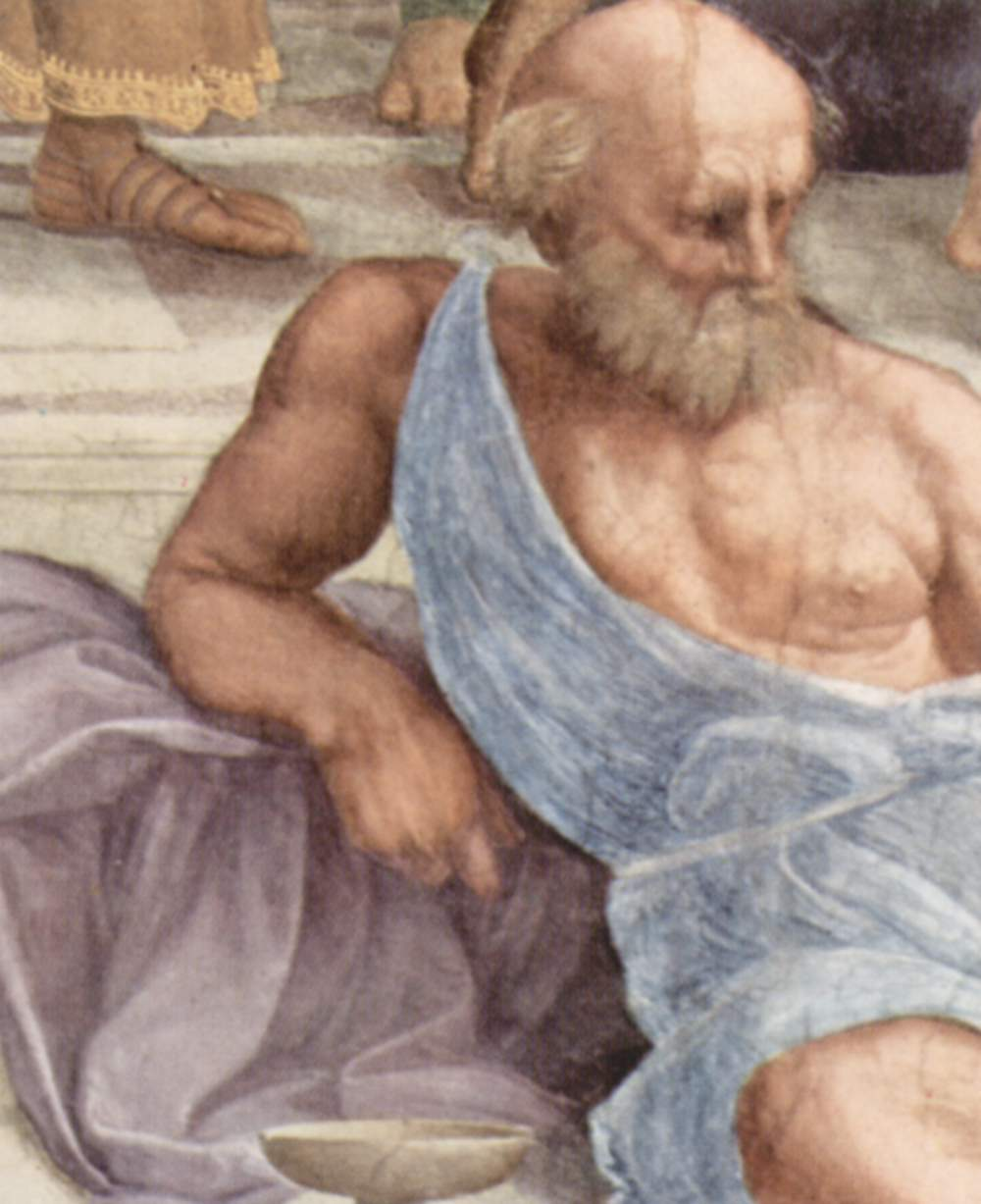
Diogenes
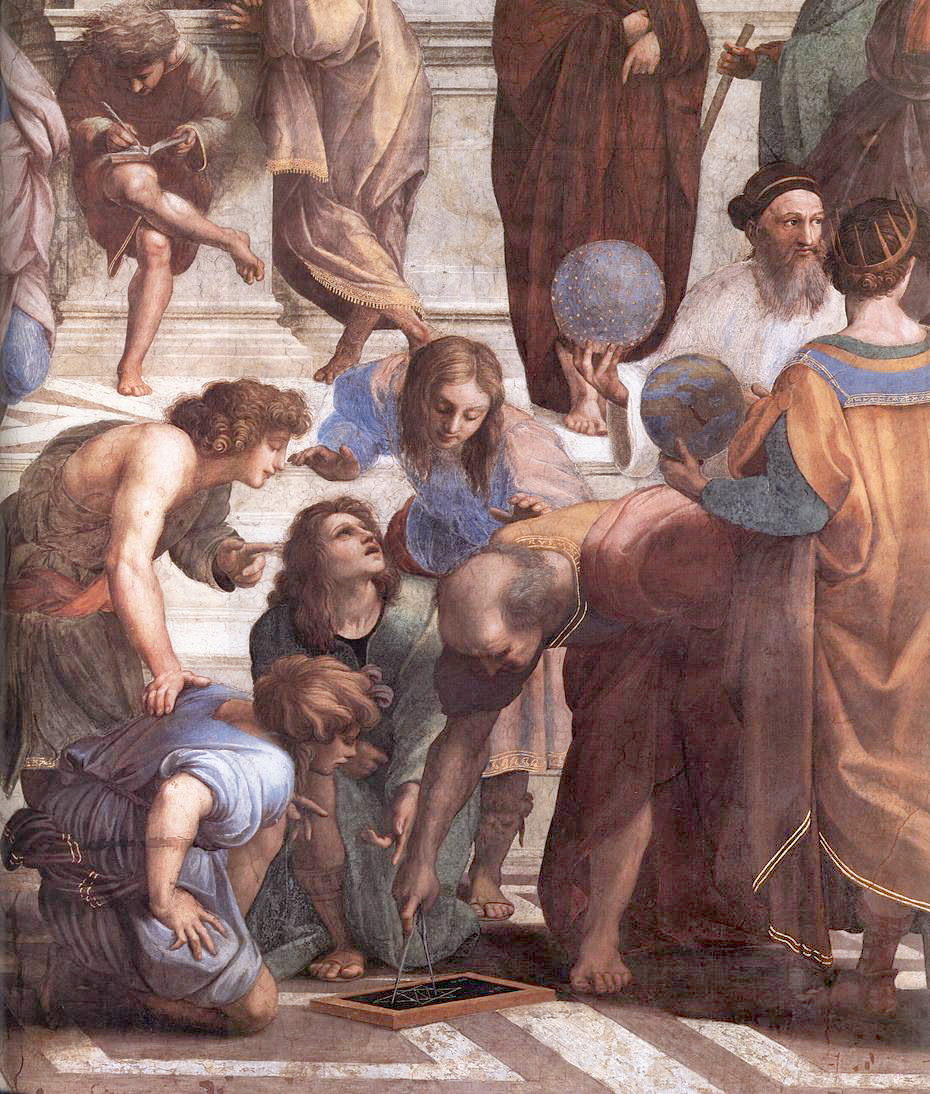
Euklides